# Philodendron purpureoviride
Philodendron purpureoviride är en kallaväxtart som beskrevs av Adolf Engler. Philodendron purpureoviride ingår i släktet Philodendron och familjen kallaväxter. Inga underarter finns listade.